# 메리 엘리자베스 엘리스
메리 엘리자베스 엘리스(Mary Elizabeth Ellis, 1979년 5월 11일 ~ )는 미국의 배우이다.

## 출연 작품
- 레드 원 (2024) - 올리비아 역
- 100번째 거짓말: 거짓말쟁이의 사랑법 (2018)
- 마스터마인드 (2016)
- 더 그라인더 (2015)
- 퍼펙트 커플스 (2010)
- 필라델피아는 언제나 맑음 시즌1 (2005)